# Nanularia brunneata
Nanularia (Nanularia) brunneata – gatunek chrząszcza z rodziny bogatkowatych i podrodziny Chrysochroinae.
Gatunek ten został opisany w 1947 roku przez Josefa N. Knulla.
Ciało długości od 6,8 do 12 mm, prawie cylindryczne, pokryte białym, wzniesionym owłosieniem. Od N. obrienorum różni się brązowymi pokrywami oraz mniejszymi i mniej zbliżonymi punktami na przedpleczu.
Imagines spotyka się od maja do września.  Larwy żerują na roślinach z rodzaju Erigonum.
Najszerzej rozprzestrzeniony przedstawiciel rodzaju, endemiczny dla Stanów Zjednoczonych. Występuje w Kalifornii, Utah, Nevadzie, Arizonie, Kolorado i Idaho. W Kalifornii zasiedla pustynię Mojave na południu stanu.